# Pflegamt Lauf

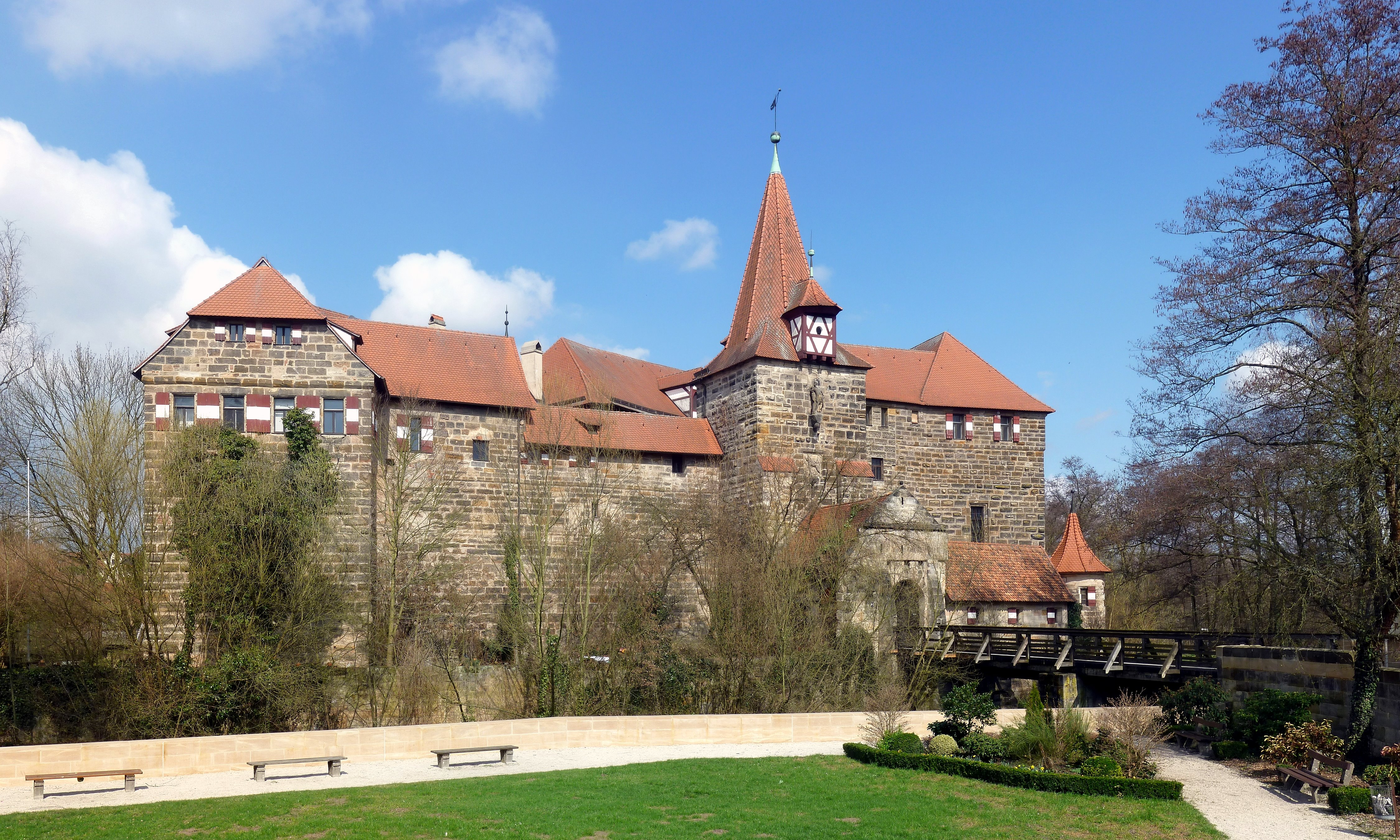
Das Wenzelschloss, der ehemalige Amtssitz des Pflegamtes Lauf

Das Pflegamt Lauf in Lauf war eines der zeitweise mehr als ein Dutzend Pflegämter umfassenden Gebiete, mit denen die Reichsstadt Nürnberg die Verwaltung ihres Territorialbesitzes organisiert hatte.